# Le Nouveau Chant du désert
Pour les articles homonymes, voir The Desert Song.
Pour plus de détails, voir Fiche technique et Distribution.
Le Nouveau Chant du désert (titre original : The Desert Song) est un film américain réalisé par H. Bruce Humberstone et sorti en 1953.
C'est la version en technicolor de l'opérette de Sigmund Romberg de 1926, déjà adaptée à l'écran sous le titre Le Chant du désert en 1943.

## Synopsis
Dans le Protectorat français au Maroc, Margot, la fille d'un officier, tombe amoureuse de Paul Bonnard, son précepteur, ce dernier s'appelle en réalité El Khobar, un chef de guerre à la tête de la lutte contre l'oppression exercée par un cruel potentat local.

## Fiche technique
- Titre original : The Desert Song
- Réalisation : H. Bruce Humberstone
- Scénario : Max Steiner et Roland Kibbee d'après l'opérette Le Chant du désert
- Production : Warner Bros.
- Photographie : Robert Burks
- Musique : Max Steiner
- Montage : William H. Ziegler
- Couleur : Technicolor
- Durée : 110 minutes
- Date de sortie: 
  - 20 mai 1953 (New York)

## Distribution
- Kathryn Grayson : Margot
- Gordon MacRae : El Khobar/Paul Bonnard
- Steve Cochran : Captain Claud Fontaine
- Raymond Massey : Sheik Youseff
- Dick Wesson : Benjamin 'Benjy' Kidd
- Allyn McLerie : Azuri
- Ray Collins : General Birabeau
- Paul Picerni : Hassan
- Frank DeKova : Mindar
- William Conrad : Lachmed
- Trevor Bardette : Neri
- Mark Dana : Lt. Duvalle